# Леєр-2
85Я6 Леєр-2 (рос. «Леер-2») — російський мобільний комплекс радіоелектронної боротьби.

## Загальні відомості
Розробниками комплексу є «Військово-промислова компанія» та ВНДІ «Еталон» концерну «Вега». «Леєр-2» встановлений на шасі бронеавтомобіля «Тигр-М».
Призначений для проведення радіорозвідки джерел радіовипромінювань, здійснення перешкод і радіопридушення радіоелектронних засобів противника (РЕЗ).
Комплекс може імітувати роботу різних РЕМ та техніки, і навіть проводити оцінку електромагнітної обстановки під час заходів бойової підготовки.
Леєр-2 здатний працювати у безпосередній близькості від переднього краю супротивника, що значно підвищує його ефективність. Після виконання бойового завдання йде з точки роботи в найкоротший термін.
Перші зразки поступили на озброєння ЗС РФ у 2012 році.
Крім підрозділів сухопутних військ РЕБ «Леєр-2» є також на озброєнні ВДВ Росії.
Помічено було в Криму 2014 року.
На озброєння ЗС РФ надійшов у 2017 році.

## Технічні характеристики
- Екіпаж — 2 чол. (водій та оператор)
- Максимальна швидкість руху по шосе — 140 км/год.
- Маса — 8 тонн
- Бронезахист — протикульний, протиуламковий[6]

## Бойове застосування

### Російсько-українська війна
В липні 2022 року було оприлюднене відео знищеного російського комплексу РЕБ «Леєр-2». Імовірно, комплекс радіоелектронної боротьби (РЕБ) було знищено навесні у Миколаївській області.
28 серпня 2023 один комплекс знищено у Херсонській області[джерело?].
2 листопада 2023 року повідомлено що на Донеччині знищено російський комплекс РЕБ «Леєр-2».